# Propaganda
Propaganda označava sustavni pokušaj oblikovanja percepcije i spoznaje te manipuliranja ponašanjem pojedinaca, u svrhu generiranja reakcije koju propagandisti žele postići. Pojam "propaganda" se uglavnom koristi u političkom kontekstu, dok se na području ekonomije govori o "oglašavanju".
Riječ propaganda izvela se iz naziva zajednice Sacra congregatio Christiano nomini propaganda koja je 1626. godine osnovana pri Papinskoj kuriji Katoličke crkve sa svrhom širenja katolicizma i reguliranja crkvenih odnosa u nekatoličkim zemljama. Prvi put izvan crkve bilježi ga 14. izdanje Britanske enciklopedije (Encyclopaedia Britannica) 1929. godine.
Kroz monopolizaciju propagande diktatorskim režimima − posebice u Nacional-Socijalizmu, Staljinizmu, Titoizmu i drugim totalitarnim sustavima, pojam propaganda ima vrlo pejorativan karakter. Također, jednostrani prikaz informacija nije neuobičajen ni u demokracijama. Zbog negativne konotacije, pojam je u novije vrijeme zamijenjen engleskim pojmom Public Relations ili Odnosi s javnošću.

## Povijest propagande
Iz same definicije propagande kao sustavnoga pokušaja oblikovanja percepcije i spoznaje očito je da značajnije propagande prije uspona masovnih medija (radija i televizije) nije bilo, niti je ona bila potrebna, s obzirom na to da se pojava radija i televizije poklapa sa širenjem demokratskih normi, tj. prava glasa. Dakle, kad su široke mase dobile pravo glasa, i kad postoji mogućnost jednostavnog komuniciranja s biračima pojavljuje se propaganda. 

### 20. stoljeće
Medijska propaganda tijekom 1. svjetskog rata prvi je primjer moderne propagande. 
Nakon poraza Srba u Domovinskom ratu, velikosrpska propaganda je tijekom sukoba na Kosovu 1999. godine ovako postupala: "U medijima nije bilo slika albanskih izbjeglica, humanitarna katastrofa na Kosovu je opisivana kao prenapuhana zapadna (NATO) propaganda".
Zbog toga što je jako fleksibilna, propaganda nudi mogućnost dosezanja ekstremno velike ciljane skupine, ali može biti usmjerena i na mali, precizno određeni segment populacije.

## Vanjske poveznice
- PRwatch - Centar za medije i demokraciju (engl.)
- SpinWatch (engl.)